# Mistrzostwa Polski w Boksie 1995
66. Mistrzostwa Polski w boksie mężczyzn odbyły się w dniach 23-26 listopada 1995 roku w Płońsku.

## Medaliści
| Kategoria:                        | Złoto:                               | Srebro:                                   | Brąz:                                                                         |
| waga papierowa (do 48 kg)         | Andrzej Rżany (Gwardia Wrocław)      | Daniel Zajączkowski (Gwarmet Dzierżoniów) | Krzysztof Kusz (06 Kleofas Katowice) Laszek Pasowicz (KSZO Ostrowiec)         |
| waga musza (do 51 kg)             | Bogdan Jendrysik (Walka Zabrze)      | Leszek Olszewski (Concordia Knurów)       | Daniel Krzeszewski (Start Włocławek) Jarosław Zajączkowski (Polonia Świdnica) |
| waga kogucia (do 54 kg)           | Marcin Walas (Hetman Białystok)      | Robert Ciba (Olimpia Poznań)              | Stanisław Jurczak (KS Jastrzębie) Jerzy Struzik (Victoria Jaworzno)           |
| waga piórkowa (do 57 kg)          | Maciej Zegan (Gwardia Wrocław)       | Marek Rogowski (Zawisza Bydgoszcz)        | Paweł Podlas (Olimpia Poznań) Stanisław Mazur (Gwardia Wrocław)               |
| waga lekka (do 60 kg)             | Aleksander Nycz (Polonia Świdnica)   | Jarosław Brzozowiec (Gwardia Warszawa)    | Piotr Borkowski (Concordia Knurów) Mariusz Gortat (Renoma Elbląg)             |
| waga lekkopółśrednia (do 63,5 kg) | Jacek Bielski (Renoma Elbląg)        | Aleksander Toczek (Victoria Jaworzno)     | Marcin Kuźmiński (Concordia Knurów) Piotr Poteracki (Gwardia Warszawa)        |
| waga półśrednia (do 67 kg)        | Tomasz Zaborowski (Gwardia Warszawa) | Zdzisław Patalita (Polonia Świdnica)      | Piotr Dreas (Zawisza Bydgoszcz) Marek Pawłuszek (Gwardia Wrocław)             |
| waga lekkośrednia (do 71 kg)      | Józef Gilewski (Concordia Knurów)    | Robert Gortat (Victoria Jaworzno)         | Tomasz Chwoszcz (Renoma Elbląg) Paweł Kakietek (Gwardia Warszawa)             |
| waga średnia (do 75 kg)           | Tomasz Adamek (KS Jastrzębie)        | Sebastian Kalaczyński (Renoma Elbląg)     | Mariusz Kuc (Polonia Świdnica) Mariusz Stefański (Zawisza Bydgoszcz)          |
| waga półciężka (do 81 kg)         | Tomasz Borowski (Gwardia Warszawa)   | Janusz Roter (Victoria Jaworzno)          | Cezary Banasiak (Victoria Jaworzno) Bogdan Jakubczyk (Olimpia Poznań)         |
| waga ciężka (do 91 kg)            | Wojciech Bartnik (Gwardia Wrocław)   | Bartłomiej Łukasik (Legia Warszawa)       | Mirosław Czerniak (KS Jastrzębie) Tomasz Miałkowski (KSZO Ostrowiec)          |
| waga superciężka (powyżej 91 kg)  | Henryk Zatyka (Walka Zabrze)         | Mariusz Minasiewicz (Hetman Białystok)    | Andrzej Dziewulski (KSZO Ostrowiec) Krzysztof Rojek (Victoria Jaworzno)       |